# Damon Heta
Damon Heta (* 10. August 1987 in Perth, Western Australia) ist ein australischer Dartspieler. Sein Spitzname The Heat ist ein Anagramm seines Nachnamens und spielt auf seine Tätigkeit als Feuerwehrmann an.

## Karriere

### 2007–2019: Beginn der Karriere und World Series-Titel
Seit 2007 nimmt Heta an Turnieren der WDF in Australien teil. So erreichte er das Viertelfinale der Pacific Masters. 2009 stand er im Finale der australischen Meisterschaft.
2011 gewann Heta das Finale der Pacific Masters. Im gleichen Jahr nahm er am WDF World Cup im irischen Castlebar teil, schied jedoch bereits in Runde 2 aus.
2013 nahm Heta erstmals an einem Turnier der DPA teil. Ein Jahr später folgte direkt der erste Sieg auf der DPA Pro Tour.
Als ozeanischer Qualifikant nahm Heta an den Turnieren der World Series of Darts teil. Sein Debüt gab er bei den Sydney Darts Masters 2014, in welchem er sein erstes Spiel gegen Dave Chisnall mit 0:6 verlor.
Im März 2015 gewann Heta das Finale des West Coast Classic. Auf der DPA Pro Tour 2015 kam er einmal ins Halbfinale. Außerdem qualifizierte er sich für das Hauptfeld der Auckland Darts Masters, bei dem er in der ersten Runde gegen Michael van Gerwen ausschied. Auf der DPA Pro Tour 2016 konnte er erstmals wieder ins Finale einziehen, das er gegen den Neuseeländer Rob Szabo verlor.
Der erste Sieg bei einem TV-Turnier der PDC gelang ihm bei den Melbourne Darts Masters 2018, wo er seinen Landsmann Kyle Anderson mit 6:5 legs schlagen konnte. Er verlor die zweite Runde gegen den Schotten Gary Anderson mit 7:10. Im Oktober gewann er die Australian Masters und konnte sich im gleichen Jahr als Qualifikant die Teilnahme an den World Series of Darts Finals und damit an seinem ersten PDC-Major erspielen, wo er in der ersten Runde gegen den Deutschen Maik Langendorf mit 6:5 legs gewinnen konnte, bevor er von Michael van Gerwen mit 0:6 besiegt wurde.
2019 spielte Heta eine erfolgreiche DPA Pro Tour. Insgesamt zwölfmal kam er ins Finale und gewann acht davon. Außerdem gelang ihm bei den Brisbane Darts Masters 2019 ein sensationeller Turniersieg. Als regionaler Qualifikant überstand er die Runden 1 bis 3 gegen James Wade, Gary Anderson und Simon Whitlock, bevor er im Finale den ehemaligen Weltmeister Rob Cross im Last-Leg-Decider mit 8:7 legs schlagen konnte.
Durch diesen Sieg und seine Leistung bei den anderen beiden Ozeanischen World Series-Events qualifizierte er sich als Fünftplatzierter der World Series of Darts Order of Merit für die World Series of Darts Finals 2019. Er verlor dort sein erstes Spiel gegen den Österreicher Mensur Suljović mit 3:6 legs.
Als Erstplatzierter der DPA Pro Tour Order of Merit qualifizierte Heta sich erstmals für die PDC World Darts Championship. Dort gewann er sein erstes Match gegen den Portugiesen José de Sousa mit 3:0 in Sätzen. In der zweiten Runde verlor er gegen Glen Durrant mit 0:3.

### 2020 bis heute: Feste Größe auf der Pro Tour
Bei der UK Q-School 2020 konnte sich Heta die Tour Card erspielen, welche ihn dazu berechtigt, an allen Turnieren der PDC Pro Tour 2020 und 2021 teilzunehmen. Am 13. September 2020 gewann Damon Heta sein erstes PDC Pro Turnier in der Autumn Series im Finale gegen den Engländer Joe Cullen mit 8:4.
Kurz darauf nahm Heta als Wild Carder an den World Series of Darts Finals 2020 teil und gewann in der ersten Runde mit 6:5 gegen Ian White, bevor er gegen den gesetzten Peter Wright verlor. Als bester australischer Dartspieler nach Simon Whitlock durfte er außerdem mit diesem am World Cup of Darts teilnehmen. Die beiden besiegten in den ersten beiden Runden die Teams aus Irland und Polen, schieden jedoch im Viertelfinale trotz Hetas Einzelsieg über Jonny Clayton gegen den späteren Titelträger Wales aus.
Als bester noch nicht qualifizierter Spieler der Autumn Series Order of Merit durfte Heta im November 2020 erstmals den Grand Slam of Darts spielen. Er gewann in der Gruppenphase seine Spiele gegen Glen Durrant und Jermaine Wattimena und qualifizierte sich somit als Gruppenzweiter hinter James Wade für die Hauptrunde. Dort gewann er das Achtelfinale mit 10:7 gegen Devon Petersen, traf dann jedoch erneut auf Wade und konnte ihn auch bei ihrem zweiten Aufeinandertreffen im Turnier nicht bezwingen.
Bei den Players Championship Finals 2020 war Heta als Nummer 13 gesetzt. Seine ersten Spiele gegen Maik Kuivenhoven, Ryan Murray und Ross Smith konnte er somit bis ins Viertelfinale einziehen, in dem er gegen den Finalisten des Turniers Mervyn King unterlag.
Als bester Spieler der PDC Pro Tour Order of Merit, der nicht in den Top 32 der Welt stand, qualifizierte sich Heta für die PDC World Darts Championship 2021. Dort verlor er jedoch in der ersten Runde gegen den US-Amerikaner Danny Baggish mit 2:3 in Sätzen, nachdem das Spiel bis ins letzte Leg gegangen war.
Ende Februar 2021 gelang Heta bei der PDC Super Series eine Finalteilnahme. Bei den UK Open aber unterlag er deutlich mit 1:6 nach einer schwachen Leistung gegen David Evans. Bei seinem Debüt beim World Matchplay war Michael van Gerwen zum Auftakt etwas zu stark, kurze Zeit später kam er auf der Pro Tour erneut ins Finale. Beim World Cup erreichte er mit Simon Whitlock das Viertelfinale. Sein Debüt gab Heta 2021 auch beim World Grand Prix. Hierbei verlor er in Runde 1. Bei den European Championship in Salzburg bezwang er dann zum Auftakt Gabriel Clemens. Eine Runde später musste er sich Nathan Aspinall geschlagen geben. Bei den Players Championship Finals spielte er sich abermals ins Achtelfinale vor, wobei er dort knapp gegen Peter Wright unterlag. Zum ersten Mal ging Heta dann als gesetzter Akteur bei der PDC-Weltmeisterschaft 2022 an den Start. Sein erstes Match gewann er dort gegen Luke Woodhouse mit 3:1 und traf in der dritten Runde auf Peter Wright, dem er mit 2:4 erneut unterlag. Auf der Pro Tour startete er das Jahr 2022 mit einem Finale.
Bei den UK Open 2022 konnte Heta mit seinem Viertelfinaleinzug und Siegen über Michael van Gerwen und Jonny Clayton überzeugen. Dort wurde er dann von Danny Noppert gestoppt. Anschließend gelang ihm sein zweiter Titel auf der Pro Tour in Barnsley, wobei er Gary Anderson im Finale mit 8:6 bezwang. Beim World Cup erreichte Heta dann zusammen mit Simon Whitlock einen Coup. Sie fuhren den ersten Turniersieg für Australien bei der Doppel-WM im Finale gegen Wales ein. Beim World Matchplay hingegen ging er nach einem 2:10 gegen Joe Cullen bereits in Runde 1 raus, bei den World Series of Darts Finals erreichte er nur die zweite Runde, und auch beim World Grand Prix gewann er kein Spiel. Im Oktober gewann er mit der Gibraltar Darts Trophy 2022 sein erstes Turnier auf der European Tour. Bei der folgenden European Darts Championship schied er hingegen wieder in der ersten Runde aus, wie auch bei den Players Championship Finals, bei denen er auf Platz eins gesetzt war. Bei der Weltmeisterschaft schied er in Runde drei aus.
Auf der European Darts Tour 2023 begann er für Aufsehen zu sorgen, da er damit anfing, stets verschiedene, zum Austragungsort passenden Walk-On-Songs samt Showeinlagen zu verwenden. So lief er etwa in München zu Skandal im Sperrbezirk oder in Premstätten als Skifahrer ein. Mit jeweils vier erreichten Halb- und Viertelfinals verlief die European Tour auch recht erfolgreich für ihn. So startete er auf Rang sechs in die European Darts Championship, schied dort aber erneut in der ersten Runde aus. Beim World Matchplay, beim Grand Slam und bei den Players Championship Finals gelang ihm der Einzug ins Viertelfinale, wie auch im Team mit Whitlock als Titelverteidiger beim neu strukturierten World Cup.
Bei der WM 2024 musste sich Heta etwas überraschend Scott Williams geschlagen geben. Es folgte ein weiterer Titel auf der Pro Tour. Bei den UK Open 2024 war Heta dann in ein von herausragender Qualität geprägtes Spiel gegen Luke Littler verwickelt. Mit diesem Sieg konnte er sich erstmals bei einem Major-Turnier ins Halbfinale spielen. Hier verlor er jedoch gegen seinen ehemaligen Nachbarn Dimitri Van den Bergh.
Bei der PDC World Darts Championship 2025 gelang Heta bei seiner Drittrundenniederlage gegen Luke Woodhouse ein Neundarter.

## Weltmeisterschaftsresultate

### PDC
- 2020: 2. Runde (0:3-Niederlage gegen  Glen Durrant)
- 2021: 1. Runde (2:3-Niederlage gegen  Danny Baggish)
- 2022: 3. Runde (2:4-Niederlage gegen  Peter Wright)
- 2023: 3. Runde (0:4-Niederlage gegen  Joe Cullen)
- 2024: Achtelfinale (1:4-Niederlage gegen  Scott Williams)
- 2025: 3. Runde (3:4-Niederlage gegen  Luke Woodhouse)

## Turnierergebnisse
| Turnier                                    | 2011                       | ......                     | 2018                       | 2019                       | 2020                           | 2021                           | 2022                           | 2023                           | 2024                           | 2025                           |
| ------------------------------------------ | -------------------------- | -------------------------- | -------------------------- | -------------------------- | ------------------------------ | ------------------------------ | ------------------------------ | ------------------------------ | ------------------------------ | ------------------------------ |
| WDF-Platin-/Major-Turniere                 |                            |                            |                            |                            |                                |                                |                                |                                |                                |                                |
| WDF World Cup Einzel                       | R2                         | n/t                        | n/a                        | n/t                        | nicht ausgetragen              | nicht ausgetragen              | nicht ausgetragen              | n/t                            | n/a                            | n/t                            |
| PDC-Ranking-Turniere                       |                            |                            |                            |                            |                                |                                |                                |                                |                                |                                |
| PDC-Weltmeisterschaft                      | n/t                        | n/t                        | n/q                        | n/q                        | R2                             | R1                             | R3                             | R3                             | AF                             | R3                             |
| World Masters                              | nicht ausgetragen          | nicht ausgetragen          | nicht ausgetragen          | nicht ausgetragen          | nicht ausgetragen              | nicht ausgetragen              | nicht ausgetragen              | nicht ausgetragen              | nicht ausgetragen              | VF                             |
| UK Open                                    | nicht teilgenommen         | nicht teilgenommen         | nicht teilgenommen         | nicht teilgenommen         | R1                             | R3                             | VF                             | R4                             | HF                             | AF                             |
| World Matchplay                            | nicht teilgenommen         | nicht teilgenommen         | nicht teilgenommen         | nicht teilgenommen         | n/q                            | R1                             | R1                             | VF                             | R1                             | R1                             |
| World Grand Prix                           | nicht teilgenommen         | nicht teilgenommen         | nicht teilgenommen         | nicht teilgenommen         | n/q                            | R1                             | R1                             | R1                             | R1                             |                                |
| European Championship                      | nicht teilgenommen         | nicht teilgenommen         | nicht teilgenommen         | nicht teilgenommen         | n/q                            | AF                             | R1                             | R1                             | R1                             |                                |
| Grand Slam of Darts                        | nicht teilgenommen         | nicht teilgenommen         | nicht teilgenommen         | nicht teilgenommen         | VF                             | n/q                            | GP                             | VF                             | n/q                            |                                |
| Players Championship Finals                | nicht teilgenommen         | nicht teilgenommen         | nicht teilgenommen         | nicht teilgenommen         | VF                             | AF                             | R1                             | VF                             | AF                             |                                |
| PDC-Turniere ohne Einfluss auf das Ranking |                            |                            |                            |                            |                                |                                |                                |                                |                                |                                |
| The Masters                                | n/a                        | n/t                        | n/t                        | n/t                        | nicht qualifiziert             | nicht qualifiziert             | nicht qualifiziert             | R1                             | VF                             | n/a                            |
| World Cup of Darts                         | n/a                        | n/t                        | n/t                        | n/t                        | VF                             | VF                             | S                              | VF                             | AF                             | VF                             |
| World Series of Darts Finals               | n/a                        | n/t                        | AF                         | AF                         | AF                             | n/t                            | AF                             | R1                             | AF                             |                                |
| Karrierestatistiken                        |                            |                            |                            |                            |                                |                                |                                |                                |                                |                                |
| Platzierung am Jahresende                  |                            | 589                        | 135                        | ?                          | 56                             | 29                             | 16                             | 11                             | 9                              |                                |
| Verband                                    | British Darts Organisation | British Darts Organisation | British Darts Organisation | British Darts Organisation | Professional Darts Corporation | Professional Darts Corporation | Professional Darts Corporation | Professional Darts Corporation | Professional Darts Corporation | Professional Darts Corporation |

| Legende zu den Turnierergebnissen | Legende zu den Turnierergebnissen | Legende zu den Turnierergebnissen | Legende zu den Turnierergebnissen | Legende zu den Turnierergebnissen | Legende zu den Turnierergebnissen | Legende zu den Turnierergebnissen | Legende zu den Turnierergebnissen | Legende zu den Turnierergebnissen | Legende zu den Turnierergebnissen |
| --------------------------------- | --------------------------------- | --------------------------------- | --------------------------------- | --------------------------------- | --------------------------------- | --------------------------------- | --------------------------------- | --------------------------------- | --------------------------------- |
| n/t                               | nicht teilgenommen                | n/q                               | nicht qualifiziert                | n/a                               | nicht ausgetragen                 | #R                                | Aus in jeweiliger Runde           | GP                                | Aus in der Gruppenphase           |
| AF                                | Achtelfinalist                    | VF                                | Viertelfinalist                   | HF                                | Halbfinalist                      | F                                 | Turnierfinalist                   | S                                 | Turniersieger                     |

## Titel

### BDO
- Weitere
  - Pacific Masters: (1) 2011
  - West Coast Classic: (1) 2015
  - Australian Masters: (2) 2018, 2019

### 6WDF
- Sonstige:
  - Australian Darts Open: (1) 2019

### PDC
- Majors
  - World Cup of Darts: (1) 2022
- Pro Tour
  - Players Championships
    - Players Championships 2020: 15
    - Players Championships 2022: 5, 26
    - Players Championships 2023: 14, 16
    - Players Championships 2024: 4, 18
    - Players Championships 2025: 13, 20

  - European Darts Tour
    - European Darts Tour 2022: (1) Gibraltar Darts Trophy
- World Series of Darts
  - World Series of Darts 2019: (1) Brisbane Darts Masters
- Weitere
  - 2020: PDC Home Tour III